# Exkoriation

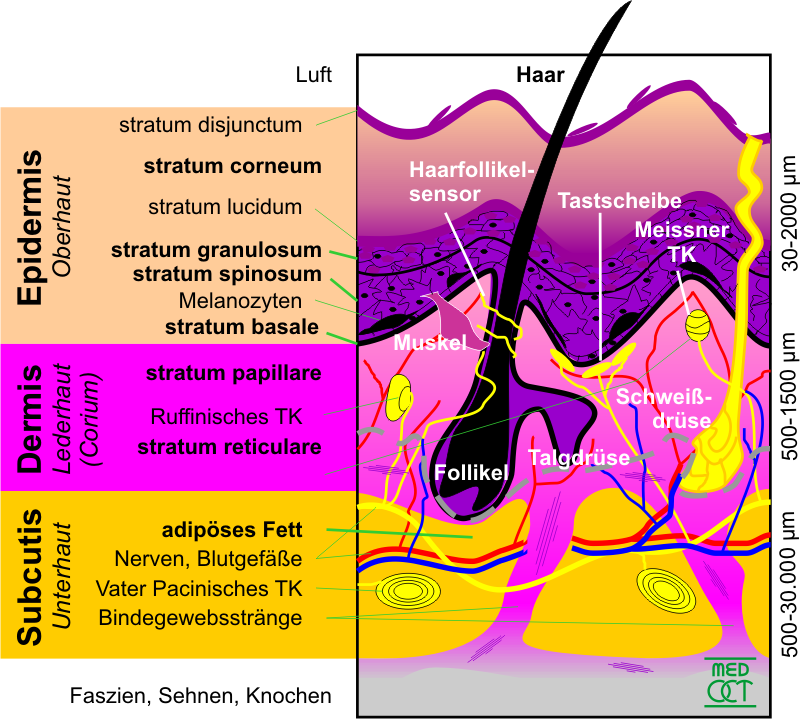
Aufbau der Haut

Als Exkoriation (Excoriatio) bezeichnet man einen Substanzdefekt der Haut, der bis in das Stratum papillare der Dermis reicht (wörtlich das „Nach-außen-Kehren“, „Ans-Licht-Bringen“ der Lederhaut = Corium). Dies wird zum Beispiel durch Kratzen bei stark juckenden Dermatosen verursacht. Tiefer liegende Defekte sind ein Ulcus nach atraumatischer Entstehung oder eine „tiefe Wunde“ (traumatische Wunde).